# Kwadowie

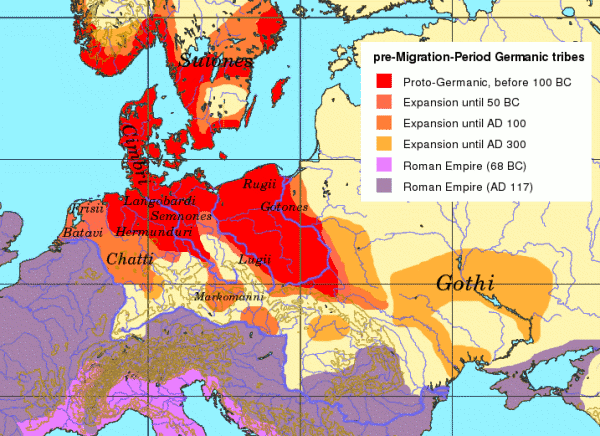
Wędrówki plemion germańskich w II wieku p.n.e-IV wieku n.e.

Kwadowie (Swebowie) – germański lud wchodzący w starożytności w skład związku Swebów, który zamieszkiwał tereny południowo-zachodniej Słowacji, a następnie rejon środkowego Dunaju.
Kwadowie byli ludem germańskim w epoce rzymskiej, występującym w greckich i rzymskich zapisach od około 20 do około 400 r. n.e. Kwadowie około 20 r. n.e. posiadali państwo, którego centrum znajdowało się na obszarze dzisiejszej zachodniej Słowacji, na północ od rzymskiej granicy na Dunaju. Po prawdopodobnie pierwotnym osiedleniu się w pobliżu rzeki Morawy, Kwadowie z czasem rozszerzyli swoje wpływy na wschód, aż dotarli również do obecnych Węgier. Był to fragment większego regionu, który został częściowo opuszczony pokolenie wcześniej przez celtyckich Bojów i ich przeciwników, Daków. Kwadowie byli najbardziej wysuniętym na wschód z serii czterech powiązanych królestw Swebów, które utworzyły się w pobliżu granicy rzeki po 9 r. p.n.e., w okresie wielkich rzymskich najazdów na zachodnią Germanię na północny zachód od niej i Panonię na południe. Pozostałymi trzema ludami byli Hermundurowie, Narystowie (znani również jako Warystowie) oraz potężni zachodni sąsiedzi Kwadów, Markomanowie. 
W latach 55 i 53 p.n.e. wyprawiał się na nich Juliusz Cezar, ale pokonał ich Druzus w 8 p.n.e. Po tej klęsce wywędrowali na pogranicze Moraw i Śląska. Należeli do plemion uznających zwierzchnictwo króla Markomanów Marboda, lecz po jego usunięciu uznali zwierzchnictwo rzymskie. W okresie podległości Rzymowi (od 21 roku n.e.), Kwadowie tworzyli własny organizm państwowy (Regnum Vannianum), przez którego ziemie przebiegał szlak bursztynowy. Utrzymywali ożywione kontakty polityczne i gospodarcze z cesarstwem rzymskim, dzięki czemu przodowali cywilizacyjnie wśród ludów barbarzyńskich. 
W roku 167 wraz z Markomanami najechali rzymską Panonię, zapoczątkowując tym samym tzw. wojny markomańskie. Wojny markomańskie, toczone za panowania cesarza Marka Aureliusza i jego współcesarzy, obejmowały kilka rund. Szczególnie niszczycielskie były dla Rzymu walki z Kwadami, którzy w pewnym momencie najechali nawet samą Italię. W roku 171 cesarz Marek Aureliusz kierował udaną wyprawą przeciwko nim. Do 180 roku n.e., kiedy cesarz zmarł podczas kampanii w tym regionie, zawarto nowe porozumienia pokojowe między Rzymem a Kwadami, ale nie rozwiązały one długoterminowych problemów, z którymi region nadal się borykał. Ludność z bardziej odległych regionów okresowo zakłócała ten obszar, zwiększając napięcia z Rzymem. Drobne najazdy z sąsiedniej Równiny Sarmackiej na rzymską Panonię trwały nadal, co przyczyniło się do kolejnych konfliktów między Kwadami a Rzymianami w III i IV wieku. Jednakże, podczas gdy pierwotne osady Markomanów w północnej części Puszczy Czeskiej stopniowo kurczyły się i traciły na znaczeniu, Kwadowie prosperowali w pobliżu Dunaju i coraz bardziej integrowali się kulturowo zarówno ze swoimi rzymskimi, jak i sarmackimi sąsiadami. Pomimo częstych trudności z Rzymianami, Kwadowie przetrwali, stając się ważnym pomostem kulturowym między ludami Germanii na północy, Cesarstwem Rzymskim na południu, a ludami sarmackimi, zwłaszcza Jazygami, którzy osiedlili się w tym samym okresie na Wielkiej Równinie między Dunajem a Cisą.

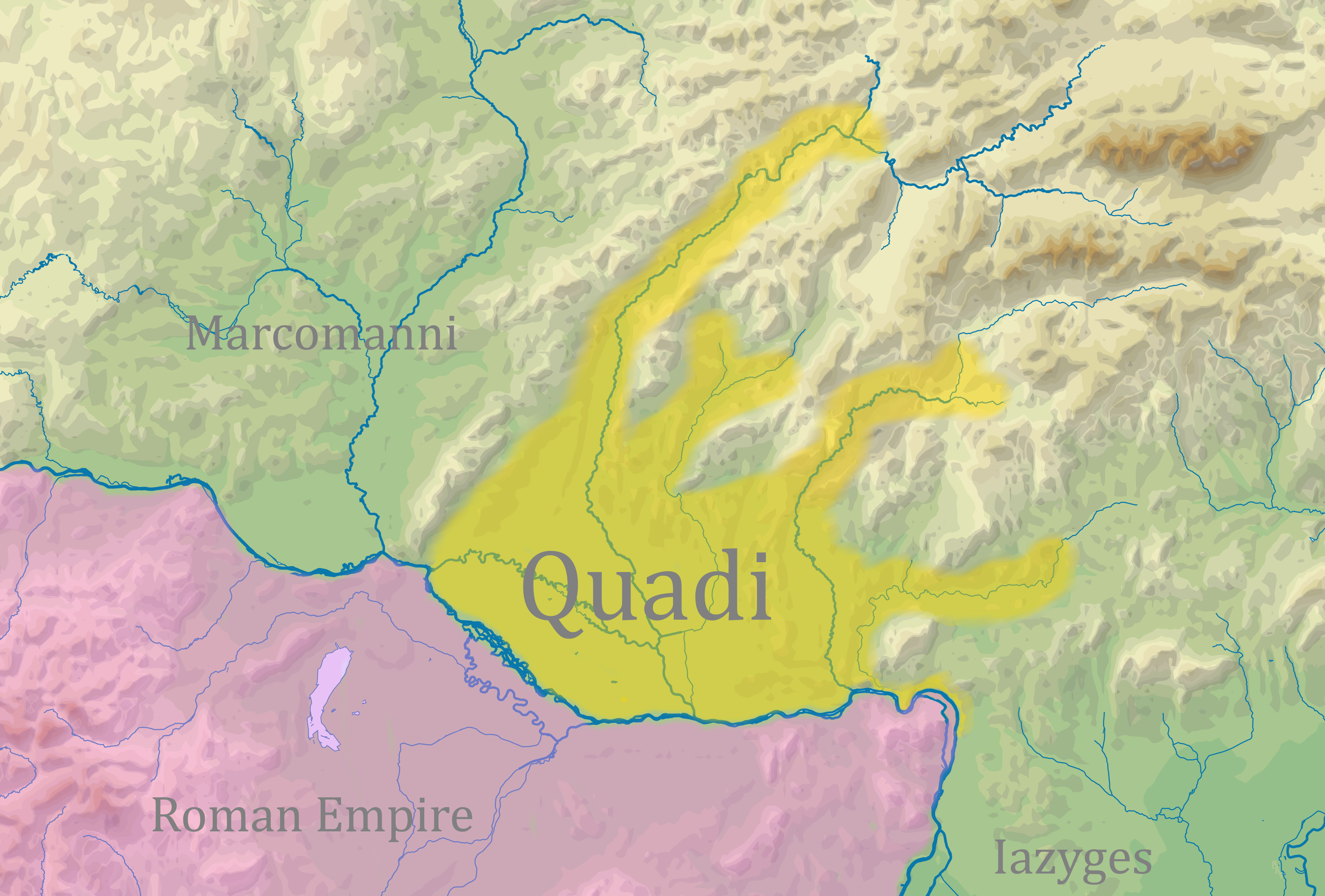
Przybliżony obszar osadnictwa germańskiego ludu Kwadów w późnym okresie rzymskim (III–IV wiek)

Po około 380 roku n.e. ich region środkowodunajski doświadczył napływu uzbrojonych ludów z odleglejszych części Europy Wschodniej, zwłaszcza Hunów, Alanów i Gotów. W 395 roku n.e. święty Hieronim wymienił Kwadów i ich tradycyjnych sąsiadów – Sarmatów, Markomanów i Wandalów – jako ludy, które niedawno, wraz z przybyszami, plądrowały pobliskie prowincje rzymskie. W roku 406 Kwadowie wraz z Wandalami wyruszyli na ziemie obecnej Hiszpanii, a częściowo z Longobardami do Italii. W 409 roku umieścił Kwadów, Wandalów, Sarmatów, Herulów, a nawet mieszkańców rzymskiej Panonii na innej liście ludów z regionu naddunajskiego, które niedawno przeniosły się na zachód i zajęły części Galii. Były to ostatnie wyraźne współczesne wzmianki o Kwadach. Biorąc pod uwagę ich obecność w Galii w 409 r. n.e., Kwadowie prawdopodobnie odegrali znaczącą rolę wśród Swebów, którzy do 409 r. n.e. przenieśli się dalej na zachód, na Półwysep Iberyjski, i założyli Królestwo Swebów w Galicji, na terenie dzisiejszej północnej Hiszpanii i Portugalii. To galaeckie królestwo przetrwało ponad wiek, aż do pokonania przez Wizygotów i włączenia do ich królestwa w 585 r.
W międzyczasie, aż do śmierci Attyli w 453 r., imperium Attyli kontrolowało region środkowego Dunaju, a znacznie późniejsze źródła donoszą, że Kwadowie walczyli pod wodzą Attyli w bitwie na Polach Katalaunijskich w 451 r. n.e. Po śmierci Attyli, w lub w pobliżu dawnych królestw Markomanów i Kwadów, powstały mniejsze królestwa, założone przez „Swebów naddunajskich”, a także Rugiów, Herulów i Skirów. Ci „Swebowie naddunajscy” prawdopodobnie należeli do potomków Kwadów, Markomanów i innych ludów Swebów zamieszkujących ten region. Ich krótkotrwałe, niezależne królestwo zostało pokonane przez Ostrogotów w bitwie pod Bolią w 469 roku. Niektórzy z nich najwyraźniej pod wodzą króla Hunimunda ruszyli na zachód, na tereny dzisiejszej zachodniej Austrii i południowych Niemiec, gdzie stali się sojusznikami Alemanów. Przypuszcza się, że inni Kwadowie pozostali w regionie środkowego Dunaju i przystosowali się do kolejnych fal zdobywców, zarówno wśród pozostałych osiadłych społeczności, jak i wśród bardziej mobilnych grup, które odgrywały znaczącą rolę w tym „okresie migracji”. Podobnie jak ich sąsiedzi Herulowie, Rugiowie i Skirowie, wielu z nich prawdopodobnie dołączyło do licznych sił, które z powodzeniem najechały Italię znad środkowego Dunaju pod wodzą Odoakera (476 r. n.e.), Teodoryka Wielkiego (493 r. n.e.), a wreszcie Swebów Longobardów (począwszy od 568 r. n.e.), którzy prawdopodobnie włączyli do swoich szeregów wielu swoich pobratymców Swebów, zanim wkroczyli do Italii. 
Państwo Swebów na Półwyspie Iberyjskim podbili Wizygoci w roku 585. 